# Култура Израела
Корени културе Израела развили су се значајно пре него што је модерни Израел стекао независност 1948. године, а трагови сежу до древног Израела ( око 1000. пре нове ере). Осликава јеврејску културу, јеврејску историју у дијаспори, идеологију ционистичког покрета који се развио крајем 19. века, као и историју и традицију арапског израелског становништва и етничких мањина које живе у Израелу, међу којима су Друзи, Черкези, Јермени и други.
Израел је искониште јеврејске културе и основа многих јеврејских културних карактеристика и области стваралаштва, укључујући филозофију, књижевност, поезију, уметност, митологију, фолклор, мистицизам и фестивале; као и јудаизам који је такође био фундаменталан за стварање хришћанства и ислама.
Са преко 200 музеја, Израел има највећи број музеја по глави становника на свету, са милионима посетилаца годишње. Развој израелске уметности, под јаким утицајем европских трендова 20. века, био је у великој мери концентрисан у Тел Авиву и Јерусалиму. Главни музеји уметности раде у Тел Авиву, Јерусалиму, Хаифи и Херцлији, као иу многим градовима и кибуцима. Израелски филхармонијски оркестар наступа на бројним локацијама широм земље и у иностранству, а скоро сваки град има свој оркестар, а многи од музичара су пореклом из бившег Совјетског Савеза. Народни плес је популаран у Израелу, а израелске модерне плесне компаније, међу којима је и Batsheva Dance Company, веома су цењене у свету плеса. Позориште Хабима, које се сматра националним позориштем Израела, основано је 1917. Израелски филмски ствараоци и глумци су  освајали награде на многим међународним филмским фестивалима. Од 1980-их, израелска књижевност је нашироко превођена, а неколико израелских писаца стекло је међународно признање.